# 毛利元房
毛利 元房（もうり もとふさ）は、戦国時代から安土桃山時代にかけての武将。因幡毛利氏に生まれて山名豊国、宮部継潤、島津義弘に仕える。通称は覚右衛門。

## 生涯
大江姓毛利氏の庶流の因幡毛利氏に生まれる。『本藩人物誌』には、元房は因幡国の生まれで、山名禅閤（豊国）の甥と記されている。
天正9年（1581年）に鳥取城が陥落し、毛利氏の勢力が因幡国を追われると、新たに鳥取城主となった宮部継潤に3,000石で仕えた。
天正14年（1586年）から天正15年（1587年）にかけて行われた豊臣秀吉による九州征伐の際には、宮部継潤に従って日向国高城攻めに従軍している。
慶長4年（1599年）に宮部継潤が死去すると、元房は武勇を為す事を望み、懇意にしていた増田和泉守に頼み込んで島津義弘に仕官できるよう取り計らってもらった。これにより元房は100人扶持・1,000石にて仕えることとなり、同年の庄内の乱で軍功を上げた。なお、元房に1,000石が与えられたのは、庄内の乱の際の功によるものとも言われている。
慶長5年（1600年）9月15日の関ヶ原の戦いに従軍したが戦死した。元房に嗣子は無く、弟の元親が養子として家督を相続した。